# Акіцусіма-Мару (542)
Акіцусіма-Мару (Akitsushima Maru) — транспортне судно, яке під час Другої світової війни брало участь у операціях японських збройних сил на Тихому океані. 
13 вересня 1944-го судно перебувало біля південного узбережжя острова Серам, за шість десятків кілмоетрів на північ від Амбону (Молуккський архіпелаг), де було виявлене та потоплене американськими армійськими літаками A-20.